# Młodzieżowe Mistrzostwa Polski Par Klubowych na Żużlu 2009
Młodzieżowe Mistrzostwa Polski Par Klubowych na Żużlu 2009 – zawody żużlowe, mające na celu wyłonienie medalistów młodzieżowych mistrzostw Polski par klubowych w sezonie 2009. Rozegrano trzy turnieje eliminacyjne oraz finał, w którym zwyciężyli żużlowcy Unii Leszno.

## Finał
- Rybnik, 14 sierpnia 2009
- Sędzia: Tomasz Proszowski

| Miejsce | Kluby                        | Suma  | Zawodnicy                                                 | Punkty                                           |
| ------- | ---------------------------- | ----- | --------------------------------------------------------- | ------------------------------------------------ |
| złoto   | Unia Leszno                  | 24 +3 | Sławomir Musielak Przemysław Pawlicki Mateusz Łukaszewski | 7 (1,2,w,1,2,1) 17 +3 (3,3,3,3,3,2) ns           |
| srebro  | Falubaz Zielona Góra         | 24 +2 | Grzegorz Zengota Patryk Dudek Janusz Baniak               | 12 +2 (0,0,3,3,3,3) 12 (2,2,2,2,2,2) ns          |
| brąz    | UKS Żaki Taczanów            | 23    | Bartosz Szymura Maciej Piaszczyński Maciej Janowski       | 5 (1,1,1,2,w,0) ns 18 (3,3,3,3,3,3)              |
| 4       | RKM Rybnik                   | 21    | Sławomir Pyszny Rafał Fleger Michał Mitko                 | 12 (3,3,2,2,1,1) 1 (1,–,–,–,–,–) 8 (–,2,1,3,2,0) |
| 5       | PSŻ Milion Team Poznań       | 13    | Adam Kajoch Grzegorz Stróżyk                              | 6 (0,2,1,0,3,0) 7 (2,1,w,2,1,1)                  |
| 6       | Cognor Włókniarz Częstochowa | 11    | Borys Miturski Marcin Piekarski Kamil Cieślar             | 7 (1,3,2,1,0,w) 0 (d,d,–,w,–,–) 4 (–,–,0,–,1,3)  |
| 7       | Unibax Toruń                 | 9     | Kamil Pulczyński Emil Pulczyński Damian Boniecki          | 1 (0,0,0,1,0,–) 8 (2,1,1,0,2,2) 0 (–,–,–,–,–,w)  |

Bieg po biegu:
1. Pyszny, E.Pulczyński, Fleger, K.Pulczyński
2. Pawlicki, Dudek, Musielak, Zengota
3. Janowski, Stróżyk, Szymura, Kajoch
4. Pyszny, Mitko, Miturski, Piekarski (d)
5. Pawlicki, Musielak, E.Pulczyński, K.Pulczyński
6. Janowski, Dudek, Szymura, Zengota
7. Miturski, Kajoch, Stróżyk, Piekarski (d)
8. Pawlicki, Pyszny, Mitko (za Flegera), Musielak (w/su)
9. Zengota, Dudek, E.Pulczyński, K.Pulczyński
10. Janowski, Miturski, Szymura, Cieślar
11. Mitko, Pyszny, Kajoch, Stróżyk (w/su)
12. Janowski, Szymura, K.Pulczyński, E.Pulczyński
13. Pawlicki, Stróżyk, Musielak, Kajoch
14. Zengota, Dudek, Miturski, Piekarski (w/su)
15. Janowski, Mitko, Pyszny, Szymura)
16. Kajoch, E.Pulczyński, Stróżyk, K.Pulczyński
17. Pawlicki, Musielak, Cieślar, Miturski
18. Zengota, Dudek, Pyszny, Mitko
19. Cieślar, E.Pulczyński, Miturski (u/w), Boniecki (u/w)
20. Janowski, Pawlicki, Musielak, Szymura
21. Zengota, Dudek, Stróżyk, Kajoch
22. Bieg o złoty medal: Pawlicki, Zengota